# میتاک
میتاک (انگلیسی: MiTAC) شرکت الکترونیک تایوانی است، که در سال ۱۹۸۲ تأسیس شد.